# Atahualpa Severino
Atahualpa Severino (nacido el 6 de noviembre de 1984 en Cotuí) es un lanzador de relevo dominicano que milita para los Diablos Rojos del México en la Liga Mexicana de Béisbol.

## Carrera
Severino comenzó su carrera profesional en 2006 lanzando para los Dominican Summer Nationals. Apareció en 13 partidos, ocho como abridor, terminando con récord de 2-0 con una efectividad de 0.99 en 45 entradas y un tercio, ponchando a 69 bateadores.
En 2007 lanzó para los Dominican Summer Nationals (3-0, 0.48 de efectividad en tres juegos iniciados) y Gulf Coast League Nationals (1-0, 2.94 de efectividad en 13 juegos, cinco como abridor), terminando con un combinado de 4-0 con una efectividad de 2.06 en 16 partidos (ocho como abridor). Ponchó a 59 en 52 entradas y un tercio.
Dividió la temporada 2008 entre los Potomac Nationals (0-4, 3.96 de efectividad en 26 apariciones como relevista) y los Hagerstown Suns (4-2, 4.05 de efectividad en 15 apariciones como relevista), terminando con un total combinado de 4-6 con una efectividad de 4.00 en 41 salidas en relevo.
Mejoró en 2009, mientras dividió la temporada entre Potomac (4-0, 2.54 de efectividad en 29 juegos) y los Harrisburg Senators (6-0, 2.78 de efectividad en 15 juegos), terminando con un total combinado de 10-0 con una efectividad de 2.62 en 44 apariciones como relevista.
Apareció en el roster de Grandes Ligas durante tres días en el año 2010, pero no lanzó.
Severino hizo su debut en Grandes Ligas el 6 de septiembre de 2011. Apareció en 6 partidos como relevista en el 2011, terminando con récord de 1-0 con una efectividad de 3.86 en 4 entradas y dos tercios, ponchando a siete y dando un boleto.